# 山田勇助
山田 勇助（やまだ ゆうすけ、1899年(明治32年)2月22日 - 1942年(昭和17年)11月13日）は、日本の海軍軍人。水雷艇「千鳥」艇長として友鶴事件に際会。太平洋戦争において第六駆逐隊司令として第三次ソロモン海戦で戦死した。最終階級は海軍少将。

## 生涯
現在の山形県米沢市出身。米沢中学を経て、海軍兵学校および陸軍士官学校（第32期）を受験し、双方に合格している。また、第一師団重砲兵第二連隊への配属も予定されていた。海軍兵学校へ進む。山田は海兵48期で、同期生171名中、中位の成績で卒業した。近野信雄は中学、海兵の同期生で、ともに米沢海軍武官会会員である。
水雷
1921年(大正10年)6月少尉任官。山田は水雷学校高等科学生を修了した水雷専攻の士官で、教官配置以外は艦船勤務が続いた。大尉時代は駆逐艦｢疾風｣（当初は十三号駆逐艦と呼称された）、｢夕風｣の水雷長や海兵教官を務める。永野修身や大湊直太郎らが校長の時期であった。｢第一号掃海艇｣艇長、｢蓮｣駆逐艦長を経て、1933年（昭和8年）5月、水雷艇｢千鳥｣艤装員長就任。
友鶴事件

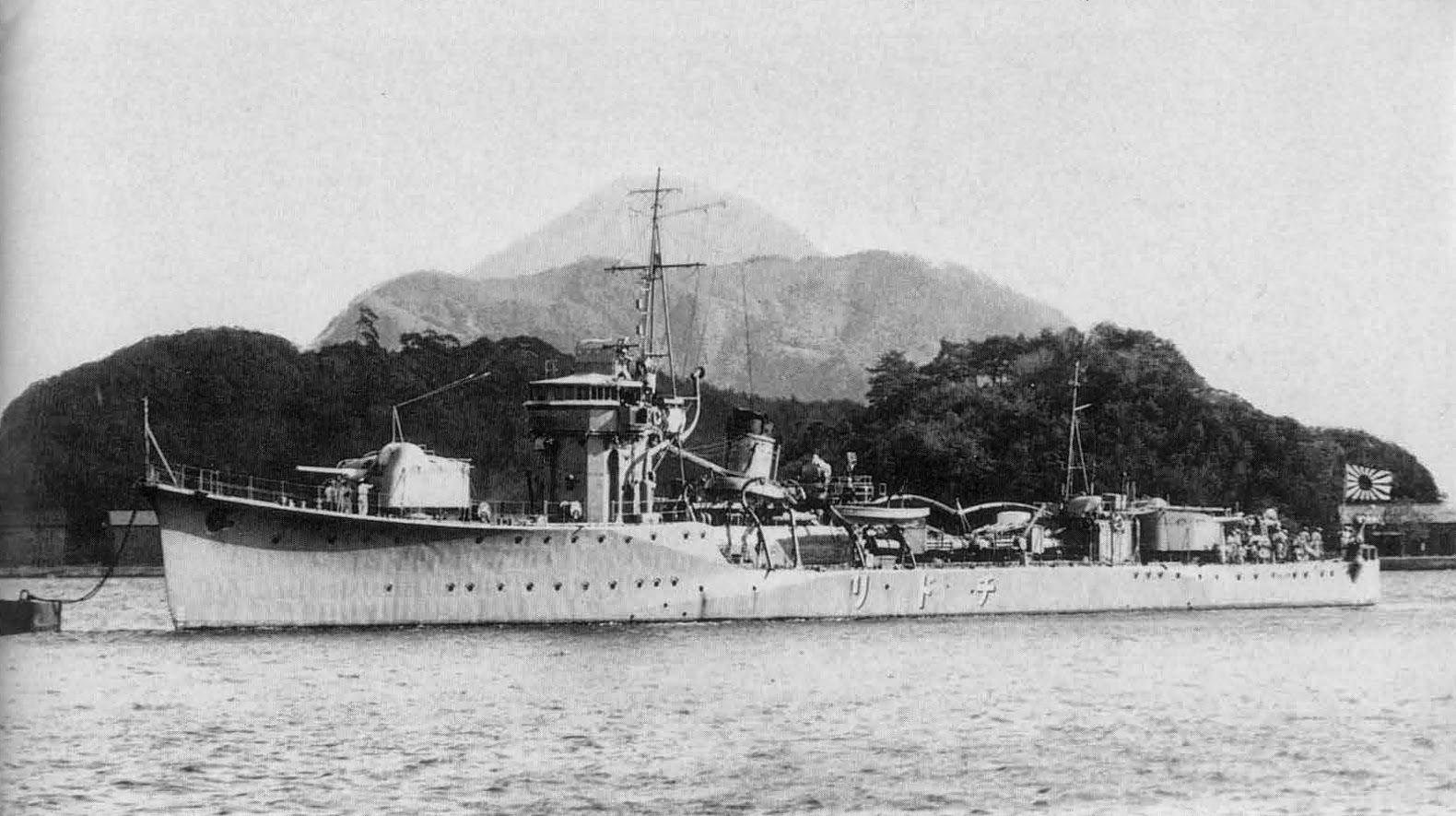
トップヘビー状態の水雷艇｢千鳥｣

ロンドン海軍軍縮条約は600t未満の艦艇に制限を設けなかったため、軍令部は600tクラスの艦艇で従来の二等駆逐艦(1000t)の性能を実現しようと図る。こうして建造されたのが｢千鳥型水雷艇｣で、｢千鳥｣はその一番艦であった。山田は同艦の竣工後に艇長となるが、｢千鳥｣は一見して重心が高い、いわゆるトップヘビー状態であった。復元力の不足を懸念し山田に意見を求めた同期生は、山田は｢艦政本部において造船の権威が設計されたのだから心配ないという考えのようだった｣と回顧している。｢千鳥｣は第二十一艇隊の司令艇（橋本信太郎司令）で、同型艦の｢友鶴｣（岩瀬奥市艇長）、｢真鶴｣（篠原弘艇長）の3艇からなり、艇長は3名とも海兵48期生であった。1934年（昭和9年）3月11日夜半、二十一艇隊は軽巡洋艦｢龍田｣に対する魚雷発射訓練を予定していたが、荒天のため帰路に就く。その最中｢友鶴｣で転覆事故が起きた。山田は橋本を補佐して事後処理にあたり、殉職乗員の慰霊祭や、遺族の慰問を率先して行っている。査問会（野村吉三郎委員長）に臨む際の山田は、辞表を認め海軍に対する直言を行う心積もりであった。
こののち、｢波風｣、｢電｣、｢夕霧｣の各駆逐艦長、｢神通｣副長、水雷学校教官を経て第二十三駆逐隊司令（中佐）に就任した。
太平洋戦争

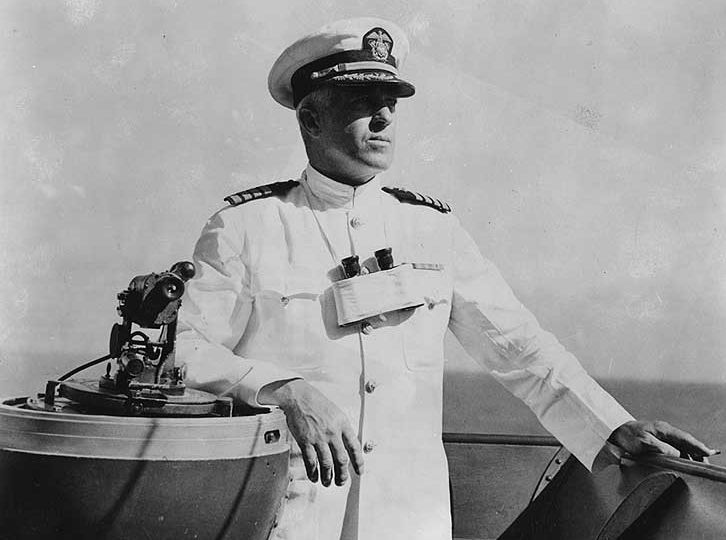
第三次ソロモン海戦ではダニエル・J・キャラハン（写真）とノーマン・スコット両少将も戦死した

二十三駆逐隊は睦月型駆逐艦3隻、｢卯月｣、｢菊月｣、｢夕月｣で構成され、第二航空戦隊所属であった。開戦後はグアム島攻略戦で輸送船団の護衛を務める。しかし開戦直後に妻が病死し、山田は家政整理のため任を離れ帰国した。人事局からは海兵監事を内示されたが、山田は前線勤務を希望し、1942年（昭和17年）4月に第六駆逐隊司令に補される。
第六駆逐隊は吹雪型駆逐艦4隻、｢響｣、｢暁｣、「雷」、｢電｣から成り、ミッドウェー海戦では北方部隊に加わり、第四航空戦隊の直衛や、キスカ島攻略戦に従った。 8月、山田が座乗する司令駆逐艦｢響｣ の艦長に中学の後輩でもあった工藤俊作が着任したが、「響」は単艦での行動に移り、「暁」が司令駆逐艦となる。第六駆逐隊は空母「瑞鳳」の護衛としてトラックへ進出し、「雲鷹」の護衛や、ガダルカナル島への輸送任務を果たした。10月25日、山田が率いる｢暁｣、｢雷｣、｢白露｣は、ガダルカナル島近海で大型曳船、哨戒艦艇各一隻を撃沈し、掃海艇一隻に損害を与えた。
11月1日付で大佐へ進級し、3日にはガダルカナル島砲撃に向かう戦艦｢比叡｣、｢霧島｣の護衛として麾下三隻の駆逐艦を率いて出撃した。12日夜、第六駆逐隊はルンガ岬沖で敵艦部隊を発見し、山田が座乗する｢暁｣は探照灯による照射を行った。この行為は自軍に敵の所在を明らかにする利点があったが、同時に敵軍に自己の所在を明らかにする危険を伴っていた。｢暁｣は砲戦に移るが、敵艦からの砲撃で戦闘不能に陥り沈没、山田をはじめ乗員の大部分は戦死した。第三次ソロモン海戦における｢暁｣の生存者数については、12名や、20名余などの数字がある。